# Parks & Resorts Scandinavia
Parks & Resorts Scandinavia AB är ett svenskt företag som bland annat äger Furuviksparken, Gröna Lunds Tivoli, Kolmårdens djurpark jämte Vildmarkshotellet) och Skara sommarland.
Företaget bildades år 2000 av Kolmården och Vildmarkshotellet. 2001 tillfördes Gröna Lund och Skara Sommarland. 2006 fick företaget nya ägare. Aquaria Vattenmuseum förvärvades 2007 (nedlagt 2018) och Furuvik 2010. År 2021 var Johan Tidstrand huvudägare.
Christer Fogelmarck är vd sedan 2014. 

## Besöksstatistik
| År   | Antal besökare |
| ---- | -------------- |
| 2023 | 2 000 000      |
| 2022 | 2 700 000      |
| 2021 | 1 862 540      |
| 2020 | 554 885        |
| 2019 | 3 002 902      |
| 2018 | 3 096 177      |
| 2017 | 3 149 126      |
| 2016 | 2 992 952      |
| 2015 | 2 904 074      |
| 2014 | 2 563 849      |